# Jurchen
Jurchenerne var et tungusisktalende folk som holdt til i dele af Manchuriet og det nordlige Korea frem til 1600-tallet, da de blev kendt som manchuer og under dette nye navn erobrede Kina og ledede landet under navnet Qing-dynastiet.
Jurchenerne oprettede Jin-dynastiet (aisin gurun på jurchensk/manchuisk) i det nordlige Kina mellem 1115 og 1122; det eksisterede til 1234.
| Folkeslag | Spire Denne artikel om folkeslag eller etnografi er en spire som bør udbygges. Du er velkommen til at hjælpe Wikipedia ved at udvide den. |